# Talaromyces apiculatus
Talarómyces apiculátus (лат.) — вид несовершенных грибов (телеоморфная стадия неизвестна), относящийся к роду Таларомицес (Talaromyces). Относится к группе видов с шиповатыми шаровидными конидиями и фляговидными фиалидами с узкой шейкой, центральным видом которой является Talaromyces verruculosus.

## Описание
Колонии на CYA на 7-е сутки 3,8—4 см в диаметре, с белым мицелием, шерстистые, обычно практически неспороносящие. Растворимый пигмент не выделяется, реверс колоний серовато-жёлтый, по краю до беловатого.
На агаре с солодовым экстрактом (MEA) колонии с белым и жёлтым мицелием, шерстистые до пучковатых. Спороношение различной интенсивности, в серо-зелёных тонах. Реверс коричнево-оранжевый.
На агаре с дрожжевым экстрактом и сахарозой (YES) колонии с белым и жёлтым мицелием, шерстистые, практически неспороносящие. Растворимый пигмент не выделяется, реверс колоний бледно-коричневый.
Конидиеносцы — двухъярусные кисточки с гладкостенной ножкой 100—350 мкм длиной и 2,5—3 мкм толщиной. Метулы в конечной мутовке по 4—8, расходящиеся, 7,5—11 мкм длиной. Фиалиды фляговидные, по 3—5 в пучке, 9—11 × 2,5—3,5 мкм. Конидии шаровидные, некоторые лимоновидные, шиповатые, 3—4 мкм в диаметре.

### Отличия от близких видов
От Talaromyces aculeatus и Talaromyces verruculosus отличается значительно более быстрым ростом при +25 °C и +37 °C, достигая за 7 дней диаметра в 3,5—4 см и 2,5—3,5 см соответственно.

## Экология и значение
Преимущественно тропический почвенный гриб, выделенный из почв в Юго-Восточной Азии и Южной Америке.

## Таксономия
Типовой образец CBS H-20755, поддерживаемый в культуре CBS 312.59 = ATCC 18315, был получен при выделении из почвы в Японии.
Talaromyces apiculatus Samson, Yilmaz & Frisvad, Stud. Mycol. 70: 174 (2011).
Penicillium aculeatum var. apiculatum S.Abe, 1956, nom. inval.